# دریاچه دنیز
دریاچه دنیز (انگلیسی: Deniz Gölü) یک دریاچه در استان آرتوین کشور ترکیه است.